# Domeniko Sisgoreo
Domeniko Sisgoreo (Split, 9. listopada 1962. – 7. kolovoz 2020.), legendarni dugogodišnji hajdukov fizioterapeut.
U Hajduku je kao fizioterapeut radio od 1. listopada 1983. godine, i bivši član Hrvatske nogometne Reprezentacije. U medicinskoj službi stožera Hrvatske reprezentacije je od 1997. do 2012. godine surađujući s Miroslavom Ćirom Blaževićevem, Mirkom Jozićem, Ottom Barićem, Zlatkom Kranjčarom, Slavenom Bilićem i Igorom Štimcem.
U fokus šire javnosti dolazi kada je spašavao bivšeg vaterpolista Maria Budimira koji je doživio infarkt, vračajući ga tri puta u život.